# لاگارتس
لاگارتس (به اسپانیایی: Lagartos) یک شهرستان در اسپانیا است که در استان پالنسیا واقع شده‌است.

## خصوصیات
لاگارتس ۴۳ کیلومترمربع مساحت و ۱۴۷ نفر جمعیت دارد.